# Bjuv
Bjuv ist ein Ort (tätort) in der schwedischen Provinz Skåne län und der historischen Provinz Schonen. Der Ort ist Hauptort in der gleichnamigen Gemeinde.
Seit 2015 trägt der Tätort die Bezeichnung Bjuv och Billesholm, nachdem er mit den benachbarten, zuvor eigenständigen Tätorten Billesholm (südöstlich anschließend), Gunnarstorp (nördlich) und Södra Vrams fälad (östlich von Billesholm, zusammen 3560 Einwohner 2010) faktisch zusammengewachsen war. Ein kleiner Teil des Tätorts Bjuv och Billesholm liegt auf dem Territorium der südlichen Nachbargemeinde Svalöv (4 Einwohner auf einer Fläche von 2 Hektar, 2015).

## Geschichte
Der Ort wuchs zum Ende des 19. Jahrhunderts zügig, als eine Steinkohlengrube den Betrieb aufnahm. Spuren des Bergbaus, der 1981 aufgegeben wurde, sind heute noch im Ort zu sehen: Es kommt unter anderem zu Setzungsrissen infolge von Absenkungen. 1946 wurde Bjuv eine Minderstadt, schwedisch köping.
In Bjuv wurde 1945 das Lebensmittelunternehmen Findus gegründet, das im Ort eine Tiefkühlproduktion betreibt.

## Verkehr
Bjuv ist durch den Pågatåg an die knapp 15 Kilometer südwestlich gelegene Großstadt Helsingborg angebunden.

## Persönlichkeiten
- Göran Hagberg (1947–2024), Fußballspieler und -trainer
- Peter Jonsson (* 1958), Radrennfahrer
- Julia Henriksson (* 2000), Sprinterin

## Quelle
1. 1 2  Statistiska centralbyrån: Landareal per tätort, folkmängd och invånare per kvadratkilometer. Vart femte år 1960 - 2015 (Datenbankabfrage)
2. ↑  Statistiska centralbyrån: Tätorter 2015 som delas av kommungräns (Excel-Datei)